# Júlio Barroso
Júlio César Barroso (Rio de Janeiro, 18 de novembro de 1953 — São Paulo, 6 de junho de 1984) foi um jornalista, compositor, escritor, cantor e DJ brasileiro.
No início da década de 1980 fundou a banda Gang 90 e Absurdettes.

## História

### Jornalismo
Nascido no bairro do Grajaú, no Rio de Janeiro, Júlio passou uma temporada morando em Brasília, junto com sua mulher e seu filho Rá, onde havia comprado terras para criar uma comunidade alternativa, pois acreditava estar ali o centro do universo e, por isso, um local bastante energizado, mas logo desistiu da ideia. 
Escreveu para o jornal Ordem do Universo, que tratava de macrobiótica, ioga e misticismo, e manteve um dos primeiros restaurantes vegetarianos do país, chamado "Coisas da Terra".
Retornou ao Rio em 1975, onde editou a revista "Música do Planeta Terra", junto com seu amigo Antônio Carlos Miguel, na qual colaboraram Caetano Veloso, Gilberto Gil, Sergio Natureza, Salgado Maranhão, entre outros. A revista teve apenas seis edições. Depois, tornou-se colaborador do jornalista Nelson Motta em sua coluna no jornal O Globo. Em 1976 assinou com a coluna “Mundo Black”, na revista Pop, colaborando também com a revista Som Três. Também escrevia para outros periódicos mais populares, como a Veja.
Em 1977 residiu em Nova Iorque, onde trabalhou como garçom e DJ, tocando músicas brasileiras, quando conheceu Nelson Motta. Júlio retornou ao Brasil com a ideia de fazer uma banda inspirada no movimento new wave. Trabalhou como DJ nas discotecas Dancing Days e Paulicéia Desvairada, em São Paulo, e Noites Cariocas, no Rio de Janeiro, cujo dono era Nelson.

### Gang 90 e Absurdettes
A Gang 90 e Absurdettes surgiu em fevereiro de 1981, fundada por Júlio Barroso, que tinha como integrantes May East, Alice Pink Pank, Lonita Renaux (Denise Barroso, irmã de Júlio), Luíza Maria, Gigante Brasil (bateria), Lee Marcucci (baixo) e Wander Taffo (guitarra). A banda começou a fazer sucesso após participar do Festival MPB-Shell 1981, com a música "Perdidos na Selva", composta por Júlio e Guilherme Arantes (não creditado pois já tinha uma música no mesmo festival). No mesmo ano gravaram um compacto pela Warner, com "Perdidos na Selva" e "Lilik Lamê". Também no mesmo ano lançaram "Luíza Maria".
No ano seguinte, Júlio Barroso permaneceu alguns meses em Nova Iorque e retornou para continuar à frente da banda.
Depois de várias formações, incluindo músicos como Lobão e Miguel Barella, em 1983 finamente conseguiram um contrato com a RCA, onde lançaram o álbum Essa tal de Gang 90 & Absurdettes, que contém os sucessos "Telefone", "Perdidos na Selva", "Noite e Dia" e "Nosso Louco Amor", esta última foi tema da telenovela Louco Amor.
Após o lançamento do álbum, Alice Pink Pank saiu para a entrada de Taciana Barros, e mesmo com o sucesso, em fevereiro de 1984, May East e Lonita Renaux deixaram o grupo, seguidas logo depois pelo guitarrista Herman Torres, restando apenas Júlio como integrante da formação clássica. Ele e Taciana, sua namorada na época, reformaram a Gang 90 para o segundo álbum.

### Morte
Em 6 de julho de 1984, Júlio morreu após cair de seu apartamento, no 11° andar do edifício Ana Maria, onde morava, na rua Conselheiro Brotero, em Santa Cecília, no centro de São Paulo. Nunca se soube se foi um suicídio ou morte acidental. A teoria mais aceita é que foi um acidente, pois  relatos informavam que sua cama ficava ao lado da janela.

### Legado
Em 1991, Denise Barroso lançou o livro póstumo A Vida Sexual do Selvagem, em homenagem ao irmão.
Em 2013, foi lançado o documentário Julio Barroso, Marginal Conservador, dirigido por Ricardo Alexandre, que conta a história de Júlio.
Em 2019 foi lançado o livro A Wave is a Wave, organizado por Natalia Barros e contendo textos e ilustrações inéditas de Julio Barroso.